# Share of Voice
Share of Voice ist ein Modell zur Monetarisierung von Onlinewerbung. Es bezieht sich auf den Anteil an der gezeigten Werbung unter den verschiedenen Werbetreibenden. Wenn z. B. vier Werbetreibende auf einer Website Werbung schalten, erhält jeder einen Anteil von 25 % an den tatsächlich geschalteten Anzeigen. Diese Methode stellt sicher, dass eine Anzeige nicht öfter gesehen wird als die anderen drei. Da üblicherweise die Anzahl der Werbetreibenden begrenzt ist, wird durch die Nutzung des Share-of-Voice-Modells die Werbungsanzeige optimiert.
Share of Voice ist eine Alternative zur Bezahlung pro Klick (Pay-per-Click) oder ähnliche Modelle.